# S/2003 J 23
S/2003 J 23 – mały zewnętrzny księżyc Jowisza. Został odkryty przez zespół Scotta Shepparda w 2004 roku, na zdjęciach wykonanych w 2003 roku.
Jest obiektem zaliczanym do grupy Pazyfae i podobnie jak inne księżyce tej grupy obiega Jowisza ruchem wstecznym, czyli w kierunku przeciwnym do obrotu planety wokół własnej osi.